# Tanguy Mebiame
Tanguy Patrice Mebiame, zumeist nur Patrice Mebiame genannt (* 7. Februar 1993 in Oyem), ist ein gabunischer Fußballschiedsrichter. Seit 2022 steht er als dieser auf der FIFA-Schiedsrichterliste.

## Karriere

### Klubmannschaften
Er besitzt, seitdem er 18 Jahre alt ist, eine Schiedsrichterlizenz. Ab wann er in seiner nationalen Liga Spiele leitete, ist nicht bekannt. Das erste bekannte Spiel der CAF Champions League unter seiner Leitung war am 10. September 2022 ein Qualifikationsspiel zwischen Deportivo Mongomo und Djoliba AC.

### Nationalmannschaften
Hier war er für die Leitung eines Qualifikationsspiels zum Afrika-Cup 2024 zwischen Ägypten und Äthiopien zuständig. Danach wurde er im April und Mai 2023 auch für den U-17-Afrika-Cup 2023 eingeteilt, wo er nebst einem Gruppenspiel und einem Viertelfinale auch das Finalspiel zwischen dem Senegal und Marokko pfiff. Kurz darauf war er im folgenden Juni auch für ein Gruppenspiel beim U-23-Africa-Cup 2023 zuständig. Anschließend folgte im November noch ein Spiel innerhalb der Qualifikation für die Weltmeisterschaft 2026.
Am 22. Dezember 2023 wurde er nebst seinem Landsmann Pierre Atcho für den Africa-Cup 2024 nominiert.